# 朱颂瑜
朱颂瑜（1975年6月29日—）是居住在瑞士的華文女作家。

## 生平
朱颂瑜出生于中国实行计划生育的70年代，成长于广州。朱颂瑜从小喜欢画画和文学，热爱传统文化和乡村生活，也喜欢周游世界，足迹遍及亚欧、北美和中美洲。她用文字和镜头记录下了不同地域的风土人情，摄影作品发表于德国德文媒体 。朱颂瑜現居瑞士日內瓦，是歐洲華文作家協會理事。

## 寫作
朱颂瑜勤於寫作，她的随笔散文松散带来自由，表达出的思想通常有着丰富与圆满的特色，她用修辞的手法曲折地传达自己的见解和情感，语言灵动
 。

## 著作
- 《天地晖映契阔情》
- 《荔枝花开》
- 《挥春，游子红色的梦》
- 《把草木染进岁月》[9]

## 獲獎
- 2014年第六届漂母杯全球华人母爱主题散文大赛欧洲赛区一等奖，获奖作品《荔枝花开》
- 2014年首届全球华文散文大赛首奖，获奖作品《挥春，游子红色的梦》。
- 2015年首届华夏纪实报告文学大赛二等奖，获奖作品《最后的古巴唐魂》。